# 東京リビングストーン教会
東京リビングストーン教会（とうきょうリビングストーンきょうかい）は、2014年12月に創立された宗教団体。

## 概要
ヨハン早稲田キリスト教会の事件が発覚後、ヨハン早稲田キリスト教会の牧師であった金ビョンス、尹インジュン、辻、小倉の４名によって東京都新宿区で創立された。

## 基本データ
- 住所

〒169-0075 
東京都新宿区高田馬場 2-4-12 新上地ビル 2,3F
- アクセス方法

JR山手線高田馬場駅から徒歩１０分